# Караче
Караче (алб. Karaçë или Karaça) је насеље у општини Вучитрн на Косову и Метохији. Према попису становништва на Косову 2011. године, село је имало 192 становника. Збијеног је типа. Дели се на три махале, чији су називи по родовима у њима.

## Географија
Караче је планинско село збијеног типа, са листопадном шумом и пашњацима, те погодује сточарству, ораница мало има, на њима успевају све житарице, а састав земљишта је лукиња и пескуша. Село је смештено на падинама огранака Копаоника, североисточно од Вучитрна, удаљено око 7 км. Лежи у долини реке Трстенике, између врхова Великог крша (879 м) и Скочанске чуке (1054 м).

## Историја
Село се први пут спомиње у турском попису области Бранковића 1445. године је уписано 20 српских кућа, међу којима и дом калуђерице удовице. У Девичком поменику уписани су 1777. и 1778. године Срби дародавци из Караче. Село је у првој половини 19. века било чифлук потурчењака Бадивуковића из Вучитрна. Зна се да је садашњи најстарији род (Смаиловић) затекао чифчије Албанце, који су средином прошлог века прешли у Окраштицу и који се по овом селу (Караче), у коме су живели, зову тамо Карачели. Садашњи албански родови у селу нису били чифчије, јер су, кажу, куповали делове села од тик Бадивуковића при досељавању.

## Порекло становништва по родовима
- Смаиљовић (алб. Smaili) (5 к.), од фиса Бериша. Пресељен из суседне (вучитрнске) Бањске око 1840. Појасеви су му 1935. од пресељења из Бањске били: Рама, Смаил, Мемет (65 година). Смаил се родио у Бањској.
- Таировић (алб. Tairi) (4 к.), од фиса Бериша. Преселио се из истоименог рода у Бањској после Смаиљовића.
- Пољаровић (5 к.), од фиса Бериша. Пресељен из Окраштице после првих.[3]

## Демографија
| Година       | 1948 | 1953 | 1961 | 1971 | 1981 | 1991 | 2011 |
| ------------ | ---- | ---- | ---- | ---- | ---- | ---- | ---- |
| Становништво | 188  | 225  | 268  | 304  | 293  | 345  | 192  |

|  |

## Занимљивости
Хрватски генерал Рахим Адеми, рођен је 1954. године у селу Караче.